# Середино-Будский район
Середино-Будский район (укр. Середино-Будський район) — административно-территориальная единица, существовавшая с 1923 по 2020 год. 
В 1923—1925 годах район входил в состав  Новгород-Северского округа Черниговской губернии Украинской Социалистической Советской Республики Советского Союза. С 1925 по 1930 год Середино-Будский район входил в состав того же округа, который входил напрямую в состав Украинской ССР, а спустя полмесяца после упразднения губерний стал называться Глуховским округом. С 27 февраля до 15 октября 1932 года район входил в состав Киевской области, с 15 октября 1932 года до 10 января 1939 года — в состав Черниговской области, а с 1939 года — в состав Сумской области УССР (до 1991 г.) и независимой Украины.
Административный центр — Середина-Буда.

## Географическое положение
Середино-Будский район располагался на севере Сумской области (бо́льшую часть времени существования района), на исторической Северской земле.
Середино-Будский район граничил на юге с Ямпольским и Шосткинским районами Сумской области, на западе — с Новгород-Северским районом Черниговской области; на северо-западе — с Погарским, на севере — с Трубчевским, на востоке — с Суземским, на юго-востоке — с Севским районами Брянской области России.
Районный центр Середина-Буда располагался на востоке Середино-Будского района. В начале XX века возле города пролегла граница между Советской Украиной и Советской Россией, которая в 1991 году стала границей между двумя государствами.
Через район протекали реки Десна, Знобовка, Уличка, Свига, Бычиха, Лютка.

## Население
В 1979 году население Середино-Будского района составляло 29,5 тыс. человек, в 2001 году — 20 955 человек (в том числе городское — 9 704 человека, сельское — 11 251 человек).
По состоянию на 1 января 2019 года население района составляло 15 838 человек (9 013 городского и 6 825 сельского).

## История
Середино-Будский район был образован 7 марта 1923 года в Новгород-Северском округе, который в связи с переносом центра 19 августа 1925 года был переименован в Глуховский. До 1 августа 1925 года округ входил в состав Черниговской губернии, затем напрямую входил в состав Украинской ССР. Глуховский округ был празднён 13 июня 1930 года, после чего район до 1932 года входил напрямую в состав союзной республики.
27 февраля 1932 года Середино-Будский район вошёл в состав Киевской области. 15 октября 1932 года из восточной части Киевщины была образована Черниговская область, куда вошёл и Середино-Будский район.
10 января 1939 года Указом Президиума Верховного совета СССР район был из состава Черниговской области передан в новообразованную Сумскую область.
Изначально центром района было местечко Середино, позднее — посёлок городского типа Середино-Буда, с 11 сентября 1964 года это город районного подчинения Середина-Буда.
17 июля 2020 года в результате административно-территориальной реформы Середино-Будский район вошёл в состав Шосткинского района.

## Административное устройство
Середино-Будский район включал в себя:
| - Городских советов: 1 - Поселковых советов: 1 - Сельских советов: 16 | - Городов: 1 - Посёлков городского типа: 1 - Посёлков: 4 - Сёл: 57 |

### Местные советы[6]
| - Середина-Будский городской совет - Знобь-Новгородский поселковый совет - Великоберезковский сельский совет - Голубовский сельский совет - Жиховский сельский совет - Знобь-Трубчевский сельский совет - Каменский сельский совет - Кренидовский сельский совет - Кривоносовский сельский совет | - Нововасилевский сельский совет - Очкинский сельский совет - Пигаревский сельский совет - Рожковичский сельский совет - Ромашковский сельский совет - Старогутский сельский совет - Стягайловский сельский совет - Ураловский сельский совет - Чернацкий сельский совет |

### Населённые пункты[7]
| с. Боровичи с. Василевка с. Василевское с. Великая Березка с. Винторовка с. Гаврилова Слобода с. Голубовка с. Гутко-Ожинка с. Демченково с. Жихово с. Журавка с. Заречье пос. Заречное пгт Знобь-Новгородское с. Знобь-Трубчевская с. Каменка с. Карпеченково | с. Красичка с. Красноярское с. Кренидовка с. Кривоносовка с. Кудоярово с. Кустино с. Лесное с. Лесовая Поляна с. Луг с. Лукашенковское с. Любахово с. Лютое с. Мефодовка с. Новая Гута с. Новая Спарта с. Нововасилевка | с. Нововладимировка с. Очкино с. Перемога с. Пигаревка с. Полесское с. Порохонь пос. Прогресс с. Рог с. Рожковичи с. Ромашково пос. Рудак с. Рудня г. Середина-Буда с. Сорокино с. Старая Гута с. Стягайловка | с. Сытное с. Таборище с. Троицкое с. Украинское с. Улица с. Уралово с. Хильчичи с. Хлебороб с. Червоное с. Чернацкое с. Четвертаково с. Чигин с. Шалимовка с. Ясная Поляна |

#### Ликвидированные населённые пункты[8]
| с. Белоусовка пос. Высокосов с. Гаврилово с. Каминское | с. Крещиково с. Курган с. Лужки с. Новосовское | с. Новый Свет с. Пилипы с. Подолы с. Полянка | с. Уборок |